# Antoine Havet
Antoine Havet, né en 1513 à Simencourt, Pas-de-Calais (France) et mort le 30 novembre 1578 à Namur (Belgique), était un religieux de l'ordre des Dominicains. De 1561 à 1578 il fut le premier évêque du diocèse nouvellement créé de Namur.

## Biographie
Il étudia la philosophie et la théologie à La Sorbonne, obtenant le titre de docteur le 28 janvier 1549. Il se fit une réputation de prêcheur à Paris aussi bien qu'aux Pays-Bas. En 1553, on l'envoya à Rome comme définiteur de sa province auprès du Chapitre général. De retour aux Pays-Bas, il fut élu prieur des Dominicains d'Arras En 1545, il participa au Concile de Trente et fit partie du groupe des 13 pères conciliaires chargés d'établir l'index des livres défendus.
Marie de Hongrie le fit chapelain de la cour royale de Bruxelles et en fit son directeur spirituel. Il fut confirmé comme chapelain par Marguerite de Parme, qui en fit même le premier évêque de Namur à la création du diocèse en 1559. Il fut consacré évêque le 14 juin 1561 en l'église abbatiale de Saint-Sauveur d'Anchin par Monseigneur François Richardot, évêque d'Arras.
Il participa au concile provincial de l'archidiocèse de Cambrai convoqué par Maximilien de Berghes en 1565, militant pour une application stricte et immédiate des canons tridentins, en dépit de l'opposition du chapitre de Cambrai. Au mois de juillet 1570, il tint un synode diocésain à Namur, dont les statuts furent publiés à Louvain en 1571 par Jan Bogard. En 1572, capturé par les sécessionnistes, il refusa de rejoindre leur cause, fut molesté et finalement rançonné. À peine libéré, il appela au retour du duc d'Albe. En 1576, il rallia les États généraux des Pays-Bas (dix-sept provinces) à propos de la Pacification de Gand, et en 1577 fut signataire de l'Union de Bruxelles.

## Blason
Ecartelé : aux 1 et 4 d'or à la croix patriarcale de gueules; aux 2 et 3 d'azur à trois havets d'or.
L'écu surmonté d'une mitre à l'angle dextre et posé sur une croix processionnelle et une crosse posée en barre.
Le tout surmonté d'un chapeau de sinople d'où pendent de chaque côté six glands (1, 2 et 3).
Devise: Hoc age (Fais ton devoir) de sable sur listel d'argent.